# Emily Maguire
Emily Maguire, född den 17 december 1987 i Glasgow, Storbritannien, är en brittisk landhockeyspelare.
Hon tog OS-brons i damernas landhockeyturnering i samband med de olympiska landhockeytävlingarna 2012 i London.